# Zettai Bōei Leviathan
Zettai Bōei Leviathan (絶対防衛レヴィアタン Zettai Bōei Reviatan?) es un videojuego japonés para móviles desarrollado por GREE. Se trata de un videojuego con un modelo de distribución freemium (ya que el juego base es gratuito al que se pueden añadir complementos por varios precios), en el que su trama presenta como personajes a dragones antropomorfizados en mujeres adolescentes. El juego fue anunciado en octubre de 2012, y los usuarios que se prerregistraron obtuvieron una «carta rara».
A partir del videojuego se realizó una adaptación al anime, que fue producida por Gonzo y emitida en televisión del 6 de abril al 7 de julio de 2013. El anime fue licenciado para su distribución como video doméstico en Estados Unidos por Sentai Filmworks, y fue licenciado para su emisión en línea por Crunchyroll.

## Personajes
Leviathan (レヴィアタン?)
Voz por: Saori Hayami
Leviathan es una usuaria del agua en Aquafall, quien hace amistad con Bahamut y Jörmungandr al transcurso del tiempo, mientras busca a su hermano mayor, quien se fue en su infancia y lo único que le dejó fue su lanza. Ella vive sola en una casa pequeña en los bosques. Para poder controlar el agua con mayor fuerza, se convierte en una dragón del agua. Leviathan tiene una actitud bastante tímida y a lo largo de la serie ha sido muy reservada. Tiene el cabello azul y así mismo usa un vestido del mismo color, además de poseer orejas del tipo elfo. En su transformación, le crecen dos aletas en la cabeza, alas similares a las astas de un molino y su vestido adquiere un aspecto de época victoriana.
Bahamut ((バハムート?)
Voz por: Eri Kitamura
Bahamut es la usuaria del fuego en Aquafall y también la hija adoptiva del Líder de la Ciudad. Vive en una gigantesca mansión y tiene a dos criadas gemelas, quienes siempre van detrás de ella. Bahamut durante la serie tenía una actitud de niña mimada y ególatra, aunque cambia al final, cuando descubre que no es hija de su padre, revelando que su egocentría era solo por ser hija de alguien importante. Tiene el cabello rojizo y siempre va vestida con un atuendo rosado y un sombrero como de arlequín del mismo color. En su transformación, le crecen dos aletas en la cabeza y alas como las de un dragón verdadero, además de una cola y su vestuario cambia, alargándose la falda y chaqueta. Al igual que Leviathan, cuenta con una lanza para concentrar su magia, aunque también puede crearla a voluntad propia.
Jörmungandr (ヨルムンガンド?)
Voz por: Ayana Taketatsu
Jörmungandr es la única miembro del trío que no tiene habilidades mágicas, sin embargo está dotada de una fuerza extraordinaria. Como arma tiene un hacha. En su forma de dragón, le crecen cuernos como los de un carnero y una cola de color verde, así mismo su hacha se hace más grande. Su vestuario casual es una camiseta corta y unos pantalones cortos con una botas. Jörmungandr vive con un grupo de mineros que la adoptaron a ella y a sus tres hermanas gemelas menores, refiriéndose a todos como sus padres. Es un poco distraída y la mayoría del tiempo olvida cosas con facilidad.
Syrop (シロップ?)
Voz por: Kana Hanazawa
Syrop es un hada que lleva el hilo de la historia. Su misión es lograr juntar a las tres chicas para que sean parte de La Defensa de Aquafall y así salvar el mundo de los desastres por venir. Durante los primeros episodios pasaba las noches con las diferentes chicas, sin embargo después empezó a pasar el tiempo con Leviathan. Syrop tiene un hambre insaciable y siempre come con rapidez, cosa al parecer fácil para ella debido a su pequeña estatura. Algo que le molesta a lo largo de la serie es que la llamen Syrorin.

## Episodios del Anime
| # | Título                                                                             | Estreno             |
| --- | ---------------------------------------------------------------------------------- | ------------------- |
| 1 | «¡Haré que seas mi amiga!» «Zettai Nakama Ni Suru Mon!» (絶対仲間にするもん！)     | 6 de abril de 2013  |
| Cuando un grupo de meteoritos caen a Aquafall, liberando un sinfín de Trips (insectos de aspecto robótico y muy hostiles), algunas de los insectos comienzan a crear estrago, haciendo que Leviathan, Bahamut y Jörmungandr luchen contra los insectos, llegando a sorprender a Syrop, quien hará todo lo posible para que las tres chicas sean parte del grupo de Defensa de Aquafall. |                                                                                    |                     |
| 2 | «¡Te obsesionarás!» «Zettai Hamacchau Mon!» (絶対ハマッちゃうもん！)               | 13 de abril de 2013 |
| Syrop decide pasar un día con Bahamut, pero la presencia del hada le molesta a la chica, quien tras tratar de deshacerse de ella, termina siendo perseguida por un grupo de Trips, hasta caer en un pantano lodoso donde comienza a hundirse. Mientras Bahamut clama por ayuda, Syrop se dispone a buscar a Leviathan y a Jörmungandr para salvar a Bahamut antes de que sea demasiado tarde. |                                                                                    |                     |
| 3 | «¡Irás hasta el Fondo!» «Zettai Oku Made Icchau Mon!» (絶対奥までイッちゃうもん！) | 20 de abril de 2013 |
| Cuando Bahamut es salvada, el espíritu del pantano, un Dragón llamado Yurlungur se presenta a las chicas, diciendo que no se ha sentido bien últimamente y les pide que le saquen del estómago lo que le ha estado haciendo daño. Las tres junto con Syrop entran al interior de Yurlungur para descubrir que su estómago esta invadido por Trips comandados por un Lucasite (un trip de aspecto gigante) el cual logra ser derrotado por Leviathan. Yurlungur le agradece a las chicas, prometiendo que cada vez que necesiten ayuda, que lo invoquen y llegará a auxiliarlas. |                                                                                    |                     |
| 4 | «¡Te llamaré!» «Zettai Yonjau Mon!» (絶対呼んじゃうもん！)                         | 27 de abril de 2013 |
| Cuando Syrop decide pasar el día con Jörmungandr, conoce a sus hermanas menores y a sus padres, un grupo de mineros. Durante el trabajo la mina se derrumba y los hombres quedan atrapados. Jörmungandr tratará por todo los medios tratar de sacar a sus padres, mientras que Leviathan y Bahamut también se presenta a la ayuda. Al final, las chicas logran invocar a Yurlungur (gracias a un descuido de Leviathan) quien logra salvar a los hombres. |                                                                                    |                     |
| 5 | «¡Tomaré unas vacaciones!» «Zettai Bakansu Da Mon!» (絶対バカンスなんだもん！)     | 4 de mayo de 2013   |
| Leviathan tiene un sueño sobre su hermano perdido, el cual está relacionado con la playa, mientras Bahamut hace planes para vacacionar un tiempo, llevando a Jörmungandr como su acompañante. Sabiendo que van a pasar por la playa, Leviathan se va con las dos chicas para descubrir el significado del sueño. |                                                                                    |                     |
| 6 | «¡Me vengaré!» «Zettai Kataki wo Torunda Mon!» (絶対仇を取るんだもん！)            | 11 de mayo de 2013  |
| Un Lucasite aparece en la playa, destruyendo y arruinando la parillada de las chicas, quienes harán hasta lo imposible para vencer al monstruo. En el transcurso de la batalla, Leviathan pierde su lanza cuando se le queda incrustada en el ojo al Lucasite. Durante la noche, Leviathan decide emprender una búsqueda para recuperar su lanza y Bahamut, Jörmungandr y Syrop deciden acompañarla. |                                                                                    |                     |
| 7 | «¡La encontraré!» «Zettai Mitsukaru Mon!» (絶対見つかるもん！)                     | 18 de mayo de 2013  |
| En un cansador viaje por el desierto, las chicas empiezan a sufrir por la escasez de alimento y de líquidos. Finalmente durante la noche, Leviathan sueña sobre encontrar su lanza en las ruinas de un manantial, el cual curiosamente había sido visitado por las tres chicas cuando eran pequeñas y en el que lo único que las conectaba era un chico. En el viaje descubre que el manantial se ha secado, y Leviathan encuentra su lanza incrustada en el piso, pero al sacarla es atacada y herida por un Lucasite. |                                                                                    |                     |
| 8 | «¡Sin duda está sospechoso!» «Zettai Ayashii Mon!» (絶対怪しいもん！)              | 25 de mayo de 2013  |
| Después de que Leviathan haya sido herida por el Lucasite, Bahamut y Jörmungandr atacan al insecto, sin embargo son salvadas por la dueña del templo. La pequeña niña les explica que la caída del meteorito destruyó el manantial, el cual había estado en los aires para caer al suelo. Las chicas deciden abandonar el lugar, con rumbo hacía el volcán, donde el chico misterioso de la infancia les dice que si toman ese rumbo, incrementarán sus poderes. |                                                                                    |                     |
| 9 | «¡Tomaré un baño!» «Zettai Ofuro Ni Hairunda Mon!» (絶対お風呂に入るんだもん！)    | 1 de junio de 2013  |
| Las chicas llegan a una posada con aguas termales, las cuales han estado en un nivel muy bajo debido a la inactividad del volcán. Al no tener como pagar, las chicas trabajan en la posada, la cual es mantenida por una pequeña niña, quien se hizo cargo del lugar tras la muerte de sus padres y en un cambio de corazón para que el negocio no cierre, el trío y Syrop deciden ayudarla con su problema, el cual se resolvería reactivando el volcán. |                                                                                    |                     |
| 10 | «¡Recobraré su energía!» «Zettai Genki Ni Shichau Mon!» (絶対元気にしちゃうもん！) | 8 de junio de 2013  |
| Al llegar al volcán las chicas conocen a Fire Drake, el espíritu del volcán, el cual ha caído enfermo, haciéndolo de tamaño pequeño y la única forma de curarlo es con una medicina hecho de hierbas. Las chicas van a buscar cada una diferentes tipos de hierbas, dándose cuenta de que necesitan de las otras para poder hacer las cosas bien. Con dificultad logran conseguir cada uno de los tres elementos y al crear la medicina el Volcán vuelve a estar activo, trayendo consigo agua termal a la posada. Como agradecimiento, la dueña del lugar les entrega una piedra que se fusiona con Leviathan incrementando su poder. |                                                                                    |                     |
| 11 | «¡Lo resucitaré!» «Zettai Fukkasaseru Mon!» (絶対復活させるもん！)                 | 15 de junio de 2013 |
| El trío y Syrop deciden volver a los manantiales para ayudar a la dueña del templo y ahí se encuentran con las hermanas de Jörmungandr. Debido a la incrementación del poder de Leviathan, logran vencer al Lucasite y una vez completada la misión, las chicas deciden retornar a Aquafall, sin antes observar como los manantiales suben a los cielos nuevamente. |                                                                                    |                     |
| 12 | «¡Nos impactará!» «Zettai Shokkuda Mon!» (絶対ショックだもん！)                    | 22 de junio de 2013 |
| Una vez que regresan a Aquafall, las tres chicas quedan en ser parte de la Defensa impuesta por Syrop. Sin embargo, tratando de mejorar sus habilidades, Bahamut encuentra el antiguo diario de su padre en la biblioteca descubriendo una impactante verdad: Que no es hija biológica de su padre. Decepcionada y triste por jamás haberlo sabido, Bahamut escapa a los bosques y es confortada por Syrop a la mañana siguiente. Bahamut se siente tan deprimida que abandona su puesto en la Defensa de Aquafall, sin embargo se acerca el desafío más grande al que las chicas se hayan enfrentado, un Lucasite se está acercando a Aquafall: El mismo de la playa. |                                                                                    |                     |
| 13 | «¡Lo defenderemos!» «Zettai Bouei Shichaumon!» (絶対防衛しちゃうもん！)            | 7 de julio de 2013  |
| Mientras en Aquafall se preparan para lo peor, Bahamut en su tristeza es encontrada por su padre y posteriormente confortada. El padre de Bahamut va a la línea de batalla donde Leviathan y Jörmungandr están combatiendo y tratando de retener al Lucasite, a pesar de los esfuerzos parece prácticamente imparable, llegando incluso vencer a Yurlungur. En el transcurso de la batalla el chico misterioso se aparece, revelando ser un espíritu dragón, quien les revela que entre las dos chicas no pueden derrotar por sí solas al Lucasite. Mientras en Aquafall, Bahamut tiene una epifanía sobre la base de las hermanas de Jörmu, quien a pesar de ser adoptada, aún se preocupa por el bienestar de sus padres, así que Bahamut se une a la batalla, donde con la ayuda de Fire Drake, las tres chicas logran destruir finalmente al Lucasite. Bahamut se reconcilia con su padre y Leviathan decide finalmente emprender el viaje junto a las otras chicas y a Syrop para proteger el mundo. |                                                                                    |                     |